# Editora Prelúdio
Editora Prelúdio foi uma editora de São Paulo, conhecida por publicar os grandes clássicos da literatura de cordel do Brasil, fundada em 1952 pelos irmãos Arlindo Pinto de Souza e Armando Augusto Lopes. Na década de 1970, a editora foi fechada, e logo em seguida os irmãos criaram a Luzeiro Editora.

## Histórico
Em 1915, o português José Pinto de Souza fundou a Typographia Souza, publicando "modinhas e folhas soltas". Na década de 1930, já com o nome de Editora Graphica Souza, começou a publicar autores de cordéis brasileiros. Em 1950, morreu José Pinto. Em 1952, seus filhos Arlindo Pinto de Souza e Armando Augusto Lopes fundaram a editora Prelúdio. A editora inovou no formato, trocando o tradicional 11 x 16 cm por um formato de bolso: 13,5 x 18 cm, além de substituir as capas em xilogravura por capas em policromia, com desenhos de quadrinistas como Sérgio Lima e Eugênio Colonnese.
Em 1965, o cordelista Manuel d'Almeida Filho passou a fazer parte da editora como selecionador de cordéis..
Além de cordéis, a editora publicou histórias em quadrinhos, como Juvêncio, o justiceiro do sertão, baseado em uma série de rádio da Rádio Piratininga  com roteiros de Gedeone Malagola, Helena Fonseca, R. F. Lucchetti e Fred Jorge e desenhos de Sérgio Lima, Rodolfo Zalla, Eugênio Colonnese e Edmundo Rodrigues, além de quadrinizações de cordéis por Nico Rosso e Sérgio Lima, esse último, responsável por adaptar O Romance do Pavão Misterioso, de José Camelo de Melo Rezende e A Chegada de Lampião No Inferno, de José Pachêco da Rocha.
Em 1969, a editora lançou a revista em quadrinhos O Estranho Mundo de Zé do Caixão, escrita por Rubens Francisco Luchetti (que também roteirizava seus filmes), com desenhos de Nico Rosso. Com a revista de Zé do Caixão sendo transferida para a Editora Dorkas, a editora começou a década de 1970 com dificuldades financeiras. Luchetti criou as revistas masculinas Mulheres em Preto e Branco, Mulheres Para Fim de Semana, Mulheres Só Para Homens, Show de Mulheres e Show Girl e roteirizou uma biografia em quadrinhos do apresentador e empresário Silvio Santos, Silvio Santos - Vida Luta e Glória, com argumento de R. F. Lucchetti e desenho de Sérgio M. Lima. Esta é a única biografia autorizada por Silvio Santos, e sua tiragem de 200 mil exemplares esgotou-se rapidamente. Nesse período, a editora Prelúdio pediu concordata e deu origem à Luzeiro Editora.

## Alguns títulos editados
- A Chegada de Lampião No Céu, de Rodolfo Coelho Cavalcante
- A Chegada de Lampião No Inferno, de José Pachêco da Rocha
- Os Cabras de Lampião, de Manuel d'Almeida Filho
- A Marca do Zorro, de Manuel d'Almeida Filho
- João Acaba-Mundo e a Serpente Negra, de Minelvino Francisco Silva
- O Verdadeiro Romance do Herói João de Calais, de Severino Borges
- Presepadas de Chicó e Astúcias de João Grilo, de Marco Haurélio
- O Massacre de Canudos, de Varneci Nascimento
- João Soldado, o Valente Praça Que Meteu o Diabo Num Saco, de Antônio Teodoro dos Santos
- Aventuras de João Desmantelado, de João Lucas Evangelista
- O Coronel Avarento, de Josué Gonçalves de Araújo
- Os Três Fios de Cabelo de Ouro do Diabo em Cordel, de Josué Gonçalves de Araújo
- Melodias